# Exeter College

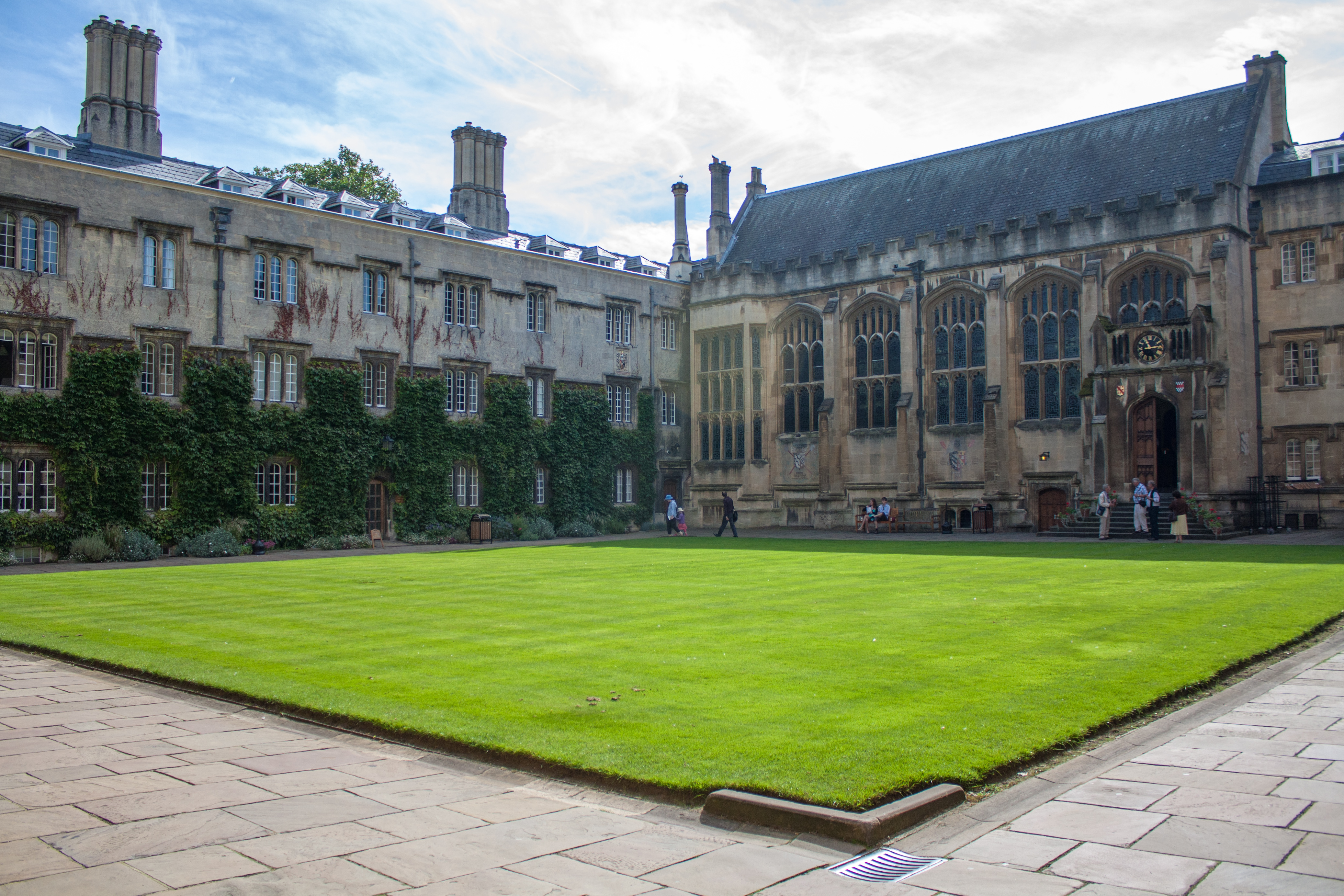
El quadrangle del college

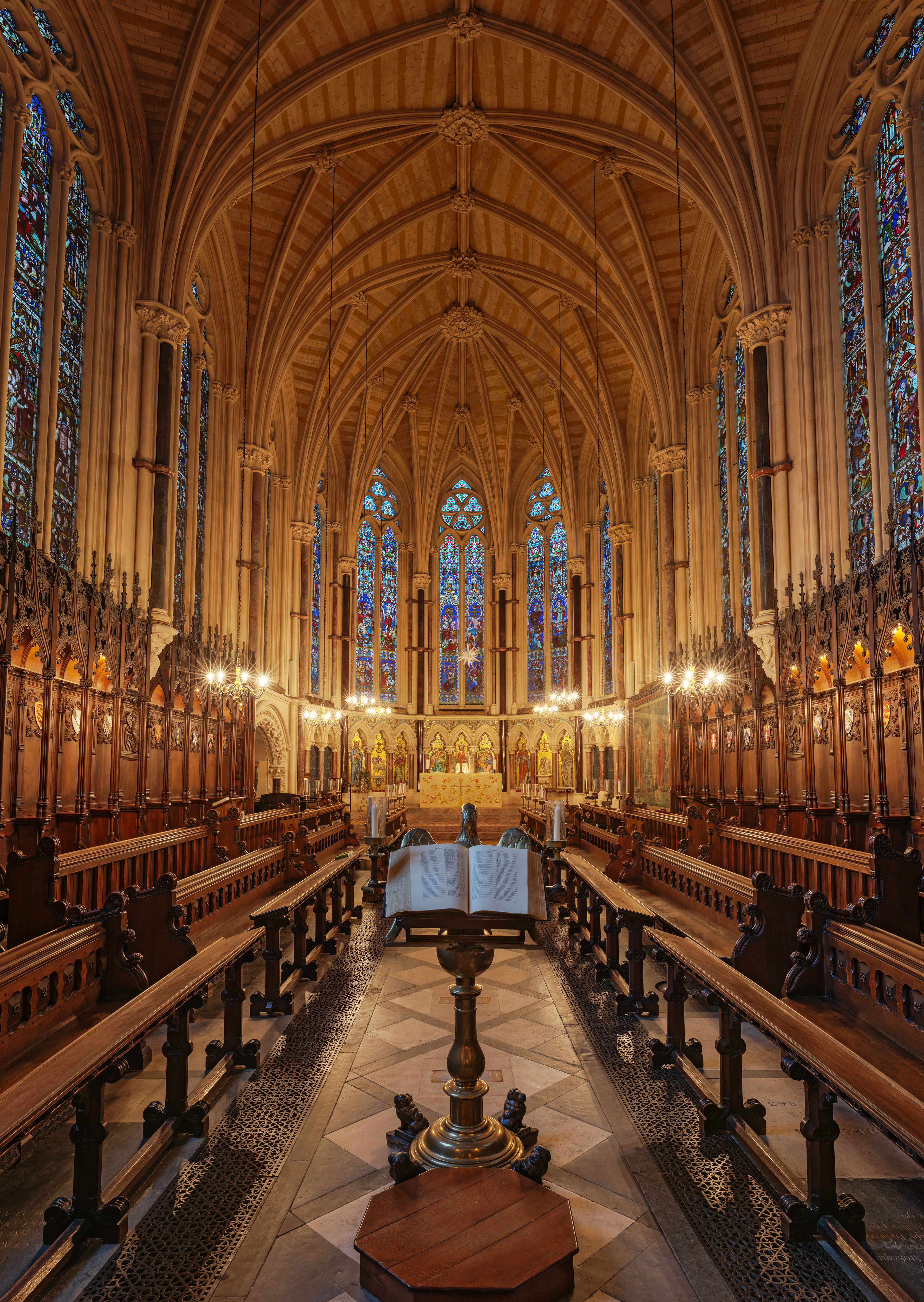
Vista de la capilla

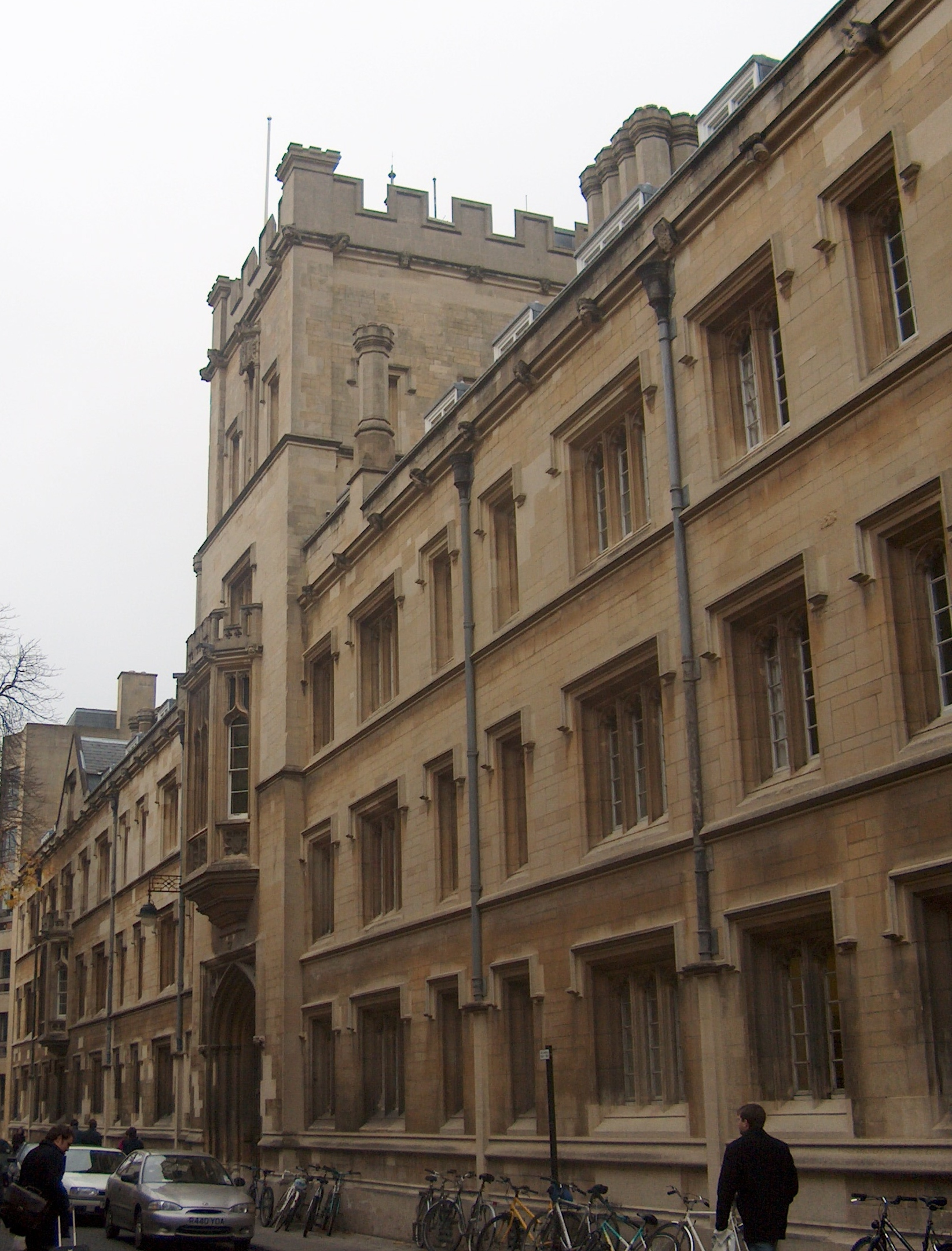
Entrada principal al college

El Exeter College es uno de los colleges que constituyen la Universidad de Oxford en Inglaterra, siendo el cuarto más antiguo de esa Universidad. La puerta principal se encuentra en Turl Street. En 2006, el college tuvo un presupuesto estimado de 47 millones de libras.

## Historia
Todavía situado en su localización original en Turl Street, el Exeter College fue fundado en 1314 por Walter de Stapeldon de Devon, Obispo de Exeter y posterior tesorero de Eduardo II de Inglaterra, como una escuela para educar a los clérigos. Durante su primer siglo fue conocido como Stapeldon Hall y era bastante pequeño, con sólo doce o catorce estudiantes. El college creció significativamente desde el siglo XV en adelante, y empezó a ofrecer habitaciones a sus estudiantes. El lema del college es «Floreat Exon», que significa «Deja que Exeter florezca».
En el siglo XVI, las donaciones de Sir William Petre, un antiguo graduado del Exeter, ayudaron a expandir y transformar el college. Como resultado de ello, el Exeter College se convirtió en uno de los colleges más importantes de la Universidad. El salón principal actual fue construido en 1618 y el resto del college se terminó en 1710, exceptuando la puerta de entrada, la Torre Palmer, que data de 1432. En el siglo XVIII el college experimentó una decadencia en cuanto a popularidad, paralela a la del resto de los colleges de Oxford. Las reformas universitarias llevadas a cabo en la década de 1850 ayudaron a terminar con ese periodo.
El college vio muchos trabajos en los edificios durante la década de 1850 con diseños de George Gilbert Scott, incluyendo a la capilla (1854-1860, inspirada en la Sainte Chapelle de París), la biblioteca en 1856, también construida al estilo del siglo XIII, los aposentos del rector de 1857 en un estilo georgiano, y la pared de Broad Street que data de 1856.
El college se volvió a ampliar en el siglo XX cuando adquirió nuevos edificios, lo que le permitió acomodar a más estudiantes. Hasta 1979 el college no aceptó a mujeres, pero en 1993 fue el primero de los colleges que antes fueron completamente masculinos, que eligió a una mujer como rectora, Marilyn Butler. Cuando el mandato de Butler terminó en octubre de 2004, el college eligió a otra mujer Frances Cairncross —antigua editora senior de The Economist— como rectora.